# Saint-Vincent-Cramesnil
Saint-Vincent-Cramesnil település Franciaországban, Seine-Maritime megyében. Lakosainak száma 695 fő (2022. január 1.). Saint-Vincent-Cramesnil La Cerlangue, Saint-Aubin-Routot, Saint-Romain-de-Colbosc, Saint-Vigor-d’Ymonville és Sandouville községekkel határos.

## Népesség
A település népessége az elmúlt években az alábbi módon változott:
| Lakosok száma | 622  | 630  | 660  | 655  | 669  | 691  | 695  | 701  | 695  |
|               | 2013 | 2015 | 2016 | 2017 | 2018 | 2019 | 2020 | 2021 | 2022 |